# Détroit de Cockburn

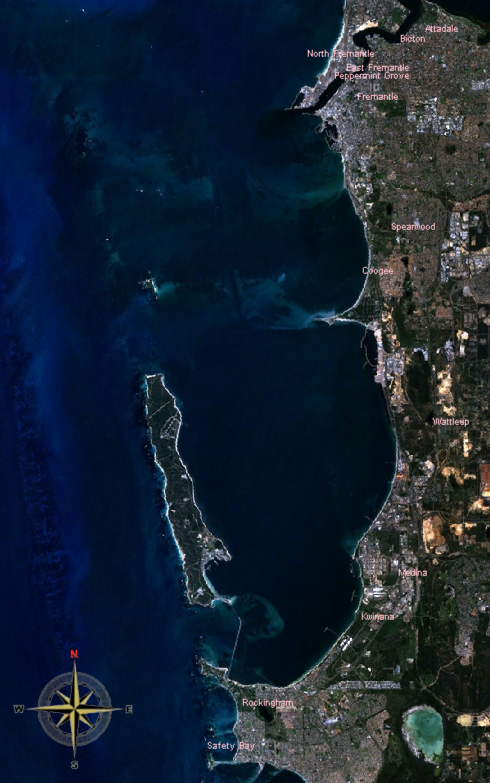
Le détroit de Cockburn et Garden Island depuis l'espace.

Le détroit de Cockburn (en anglais Cockburn Sound) est un passage maritime de l'océan Indien qui s'étend entre Garden Island et la côte occidentale du continent australien. 

## Géographie
Long de 15 km, le passage débute à Woodman Point (localité de Coogee, banlieue de Perth) au nord pour se terminer au large du cap Peron (John Point) près de Rockingham au sud (Australie-Occidentale). 
Les coordonnées géographiques de ce détroit sont : 32° 12′ 14″ S, 115° 43′ 26″ E. Sa superficie totale avoisine 110 km². La profondeur varie de 3 à 9 mètres dans l'Est du détroit et de 15 à 20 mètres dans le centre et l'Ouest.

## Compléments